# Eraclea Sintica
Eraclea Sintica (in greco antico: Ἡράκλεια Σιντική?, Hērakleia Sintikē; in bulgaro Хераклея Синтика?, Cherakleja Sintika), è stata una città antica della Sintica, parte della Macedonia di Pirin, sita nei pressi del villaggio di Rupite, nel comune di Petrič, nella moderna Bulgaria.
Fu fondata tra il 356 e il 339 a.C. su iniziativa di Filippo II di Macedonia con coloni provenienti da Eraclea in Migdonia. La città fu distrutta da un terremoto nel 425 e fu completamente abbandonata entro l'inizio del VI secolo.

## Geografia fisica
L'insediamento era situato nella regione della Sintica, parte della Macedonia di Pirin, a sud del fiume Struma e a poca distanza dal confine tra la Bulgaria e la Grecia.

## Storia
La città fu fondata da coloni macedoni provenienti da Eraclea in Migdonia sotto il regno di Filippo II di Macedonia tra il 356 e il 339 a.C. nella regione della Sintica, abitata dalla tribù tracia dei Sintii. Successivamente è stata conquistata dai romani intorno al periodo in cui fu combattuta la battaglia di Pidna nel II secolo a.C., come testimonierebbe il ritrovamento di un accampamento militare romano nel vicino villaggio di Polenica.
Nel 278 a.C. il condottiero galata Brenno, ferito durante l'assedio all'oracolo di Delfi, morì a Eraclea Sintica.
La città subì un terremoto nel 338 e fu in larga parte distrutta da un altro terremoto intorno al 425, venendo completamente abbandonata entro l'inizio del VI secolo.

## Scavi archeologici
I primi scavi archeologici furono effettuati nel 1958 ma l'identificazione della città avvenne solo nel 2002 quando Georgi Mitrev, professore associato dell'Università di Plovdiv "Paisij Hilendarski", ritrovò per caso una grande iscrizione latina risalente al 308 che riportava il testo di una lettera inviata dall'imperatore Galerio e dal Cesare Massimino agli abitanti della città. Ulteriori scavi archeologici sono iniziati nel 2007 sotto la direzione dell'archeologo Ljudmil Vagalinski.
Nell'estate 2024 è stata ritrovata per caso una statua marmorea di epoca romana, copia di un originale greco, ritraente probabilmente il dio Ermes; la statua, alta circa 2 metri e in buone condizioni di conservazione, è stata rinvenuta nella cloaca massima della città, dove fu collocata probabilmente dagli stessi abitanti con l'obiettivo o di proteggerla dai terremoti o come sfregio al culto pagano con l'avvento del cristianesimo. La scoperta ha ottenuto una discreta eco mediatica nel mondo scientifico.